# Tierra del Norte
Tierra del Norte o Sévernaya Zemliá (en ruso, Се́верная Земля́, que significa, Tierra del Norte) es un archipiélago de Rusia, en el océano Glacial Ártico, al noreste de Nueva Zembla. Queda al norte de la siberiana península de Taimir, entre el mar de Kara y el mar de Láptev. El archipiélago de Tierra del Norte fue avistado en 1913 en la Expedición Hidrográfica al Océano Ártico y cartografiado por primera vez en 1933, convirtiéndose en el último archipiélago de la Tierra en ser descubierto.
Administrativamente, forma parte del krai de Krasnoyarsk de la Federación de Rusia. Actualmente estas islas no cuentan con ningún tipo de población humana

## Geografía
El archipiélago de la Tierra del Norte se compone de cuatro grandes islas —Revolución de Octubre, Bolchevique, Komsomolets y Pioneer— y alrededor de 70 islas más pequeñas, que comprenden una superficie total de unos 37.000 km².
El archipiélago tiene las siguientes cuatro islas mayores:
- Isla Revolución de Octubre, la mayor del archipiélago, con 14.170 km². Fue la primera en ser explorada por la expedición de G. A. Ushakov y N. N. Urvántsev en 1930–32.

- Isla Bolchevique, una isla montañosa, la más meridional del grupo y la segunda por tamaño, con 11.031 km². Está separada del continente por el estrecho de y de la isla de la Revolución de Octubre por el estrecho Shokalsky. En ella está la base ártica Prima. Óstrov Tash es una pequeña isla situada en la costa meridional de isla Bolchevique, isla Lavrov está situada muy cerca de la costa NE e isla Lishniy ya fuera, en su extremo norte. Ha habido una petición para cambiar el nombre de la isla Bolchevique por el de Svyataya Olga (Santa Olga).

- Isla Komsomolets, la más septentrional del grupo y la tercera por tamaño, con 9.006 km². En la parte NO, algo alejada de la costa, se encuentra un grupo de islotes conocido como islas Demiana Bédnogo'. Ha habido una petición para cambiar el nombre de esta por el de isla Sviataya Mariya (Santa María).

- Isla Pioneer, con 1.527 km², alberga el glaciar Pioneer.[2] Al suroeste de la isla se encuentra la isla Krúpskoy, una isla relativamente grande, de más de 20 km de longitud y unos 11 km de ancho. El estrecho que la separa de Pioneer tiene sólo unos 500 m de ancho. Ha habido una petición para cambiar el nombre de isla Pioneer por el Sviataya Tatiana (Santa Tatiana).

Además, tiene las siguientes islas menores:
- Isla Schmidt, con 467 km², la más alejada del grupo, al noroeste del archipiélago, en una zona casi de permanentes hielos, la isla está casi cubierta por completo por el «campo de hielo Schmidt».[3] Lleva su nombre en honor del científico ruso Otto Schmidt (1891 — 1956).

- Isla Maly Taymyr, con 232 km², está en el mar de Láptev, en el extremo sureste del archipiélago, frente a la isla Bolchevique. Hay una petición oficial para cambiar el nombre de esta isla por el de isla Alekséi, en memoria del hijo del zar Nicolás II de Rusia.(78°07′N 107°15′E / 78.117, 107.250).

- Isla Starokádomsky, pequeña isla cercana a Maly Taimyr, frente a su costa noroccidental, separado de ella por un estrecho de unos 6 km de anchura.

- Archipiélago Sedov, situado justo al este de la isla Revolución de Octubre, en el mar de Kara. El archipiélago se compone de seis islas: Srédniy (la mayor del grupo), Strelá, Golomiánniy, Domáshniy, Figúrniy, Vostóchniy, y Samoilovich. Cerca de la costa de la isla revolución de octubre se encuentra la isla Obmánniy y 32 km más al sur, en alta mar, isla Dlínniy, que a veces se incluyen como parte del grupo Sedov. La estación meteorológica Golomiánniy, en la costa occidental de la isla Sredni (79°33′N 90°38′E / 79.550, 90.633) ha venido tomando mediciones continuas desde 1954.[3] Una solicitud oficial ha sido remitida para cambiar el nombre de la isla Domáshniy como Svyatóy Anastásii (остров Святой Анастасии), isla de Santa Anastasia.[4]

- Isla Líshniy, una isla de 8 km de largo y 4,2 km de ancho que se encuentra en la boca de una bahía de la costa norte de la isla Bolchevique (79°11′N 103°24′E / 79.183, 103.400). Al sur de ésta se encuentra isla Yúzhniy, una pequeña isla, y dos islotes. Esta isla de Lishniy no debe de confundirse con otra de igual nombre situada al sur de las islas Firnley.

- Isla Vostóchniy, situada al sur de la isla Bolchevique.

### Glaciares

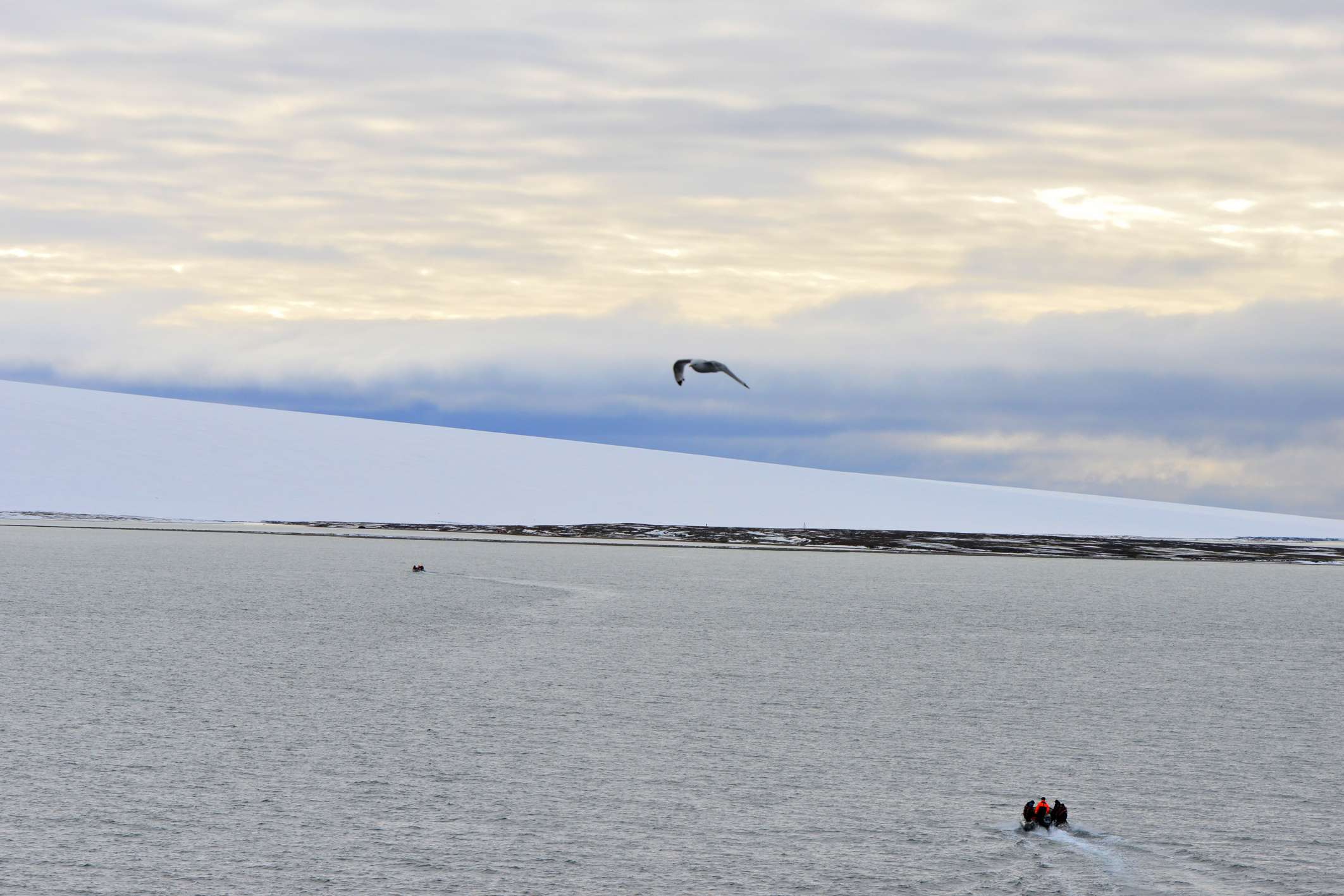
Vista de la isla Schmidt con su capa de hielo.

Los glaciares del archipiélago tienen una característica forma de cúpula con una superficie cada vez menor hacia sus bordes. Los acantilados de hielo se encuentran sólo en la base. Los lugares donde los glaciares llegan al mar contribuyen a la formación de icebergs. Los frentes de glaciares más activos son el lado este del glaciar de la Academia de Ciencias en la bahía Krenkel, así como su lado sur. Otro glaciar bastante activo es el glaciar Rusanov en la isla de la Revolución de Octubre con su término en el fiordo Matusevich.
Revolución de Octubre, con siete glaciares, es la isla con más glaciares individuales en Tierra del Norte. Le siguen las islas Bolchevique con seis, Komsomolets con cuatro, Pioneer con dos y la isla Schmidt con uno. El glaciar más grande es el glaciar de la Academia de Ciencias en Komsomolets, que también es la capa de hielo más grande de Rusia: una cúpula de hielo de 5.575 km² (2.153 millas cuadradas) y 819 m (2.687 pies) de espesor que alcanza los 749 m (2.457 pies) sobre el nivel del mar. cubriendo aproximadamente dos tercios de la superficie de la isla.

## Clima
El clima en la Tierra del Norte es constantemente frío y seco, con una temperatura media anual de −16 °C, una media de precipitación anual de unos 420 mm, y, en general, cielos nublados. La temperatura media mensual oscila entre los −29 °C en febrero a los −0,5 °C en julio. El archipiélago tiene grandes fluctuaciones de temperatura durante los meses de invierno, a causa de las bajas presiones procedentes de la actividad ciclónica en el Atlántico Norte, que atraviesan el Ártico, con lo que las precipitaciones y las temperaturas son más altas. Estos ciclones son más comunes en septiembre y octubre, que ve el 30% de la precipitación anual. Las nevadas en verano no son raras ya que las temperaturas fluctúan alrededor de 0 °C, aunque las temperaturas más altas se producen cuando las masas de aire caliente avanzan hacia el norte de Siberia.
| Parámetros climáticos promedio de Tierra del Norte (1991-2020) | Parámetros climáticos promedio de Tierra del Norte (1991-2020) | Parámetros climáticos promedio de Tierra del Norte (1991-2020) | Parámetros climáticos promedio de Tierra del Norte (1991-2020) | Parámetros climáticos promedio de Tierra del Norte (1991-2020) | Parámetros climáticos promedio de Tierra del Norte (1991-2020) | Parámetros climáticos promedio de Tierra del Norte (1991-2020) | Parámetros climáticos promedio de Tierra del Norte (1991-2020) | Parámetros climáticos promedio de Tierra del Norte (1991-2020) | Parámetros climáticos promedio de Tierra del Norte (1991-2020) | Parámetros climáticos promedio de Tierra del Norte (1991-2020) | Parámetros climáticos promedio de Tierra del Norte (1991-2020) | Parámetros climáticos promedio de Tierra del Norte (1991-2020) | Parámetros climáticos promedio de Tierra del Norte (1991-2020) |
| Mes                                                            | Ene.                                                           | Feb.                                                           | Mar.                                                           | Abr.                                                           | May.                                                           | Jun.                                                           | Jul.                                                           | Ago.                                                           | Sep.                                                           | Oct.                                                           | Nov.                                                           | Dic.                                                           | Anual                                                          |
| -------------------------------------------------------------- | -------------------------------------------------------------- | -------------------------------------------------------------- | -------------------------------------------------------------- | -------------------------------------------------------------- | -------------------------------------------------------------- | -------------------------------------------------------------- | -------------------------------------------------------------- | -------------------------------------------------------------- | -------------------------------------------------------------- | -------------------------------------------------------------- | -------------------------------------------------------------- | -------------------------------------------------------------- | -------------------------------------------------------------- |
| Temp. máx. abs. (°C)                                           | 0.1                                                            | -1.1                                                           | 0.4                                                            | 1.0                                                            | 3.2                                                            | 8.8                                                            | 13.3                                                           | 11.5                                                           | 7.2                                                            | 2.9                                                            | 0.8                                                            | 0.2                                                            | 13.3                                                           |
| Temp. máx. media (°C)                                          | -22.5                                                          | -22.8                                                          | -21.2                                                          | -15.1                                                          | -6.7                                                           | 0.1                                                            | 2.0                                                            | 1.5                                                            | -0.9                                                           | -6.9                                                           | -14.2                                                          | -19.7                                                          | -10.5                                                          |
| Temp. media (°C)                                               | -25.8                                                          | -26.2                                                          | -24.7                                                          | -18.4                                                          | -9.0                                                           | -1.3                                                           | 0.7                                                            | 0.3                                                            | -2.2                                                           | -9.0                                                           | -17.0                                                          | -22.9                                                          | -13                                                            |
| Temp. mín. media (°C)                                          | -29.2                                                          | -29.6                                                          | -28.1                                                          | -21.5                                                          | -11.3                                                          | -2.5                                                           | -0.4                                                           | -0.7                                                           | -3.5                                                           | -11.1                                                          | -19.9                                                          | -26.0                                                          | -15.3                                                          |
| Temp. mín. abs. (°C)                                           | -49.1                                                          | -48.2                                                          | -50.7                                                          | -40.3                                                          | -29.6                                                          | -14.7                                                          | -5.0                                                           | -12.0                                                          | -21.1                                                          | -35.7                                                          | -42.8                                                          | -46.4                                                          | -50.7                                                          |
| Precipitación total (mm)                                       | 10                                                             | 9                                                              | 10                                                             | 9                                                              | 9                                                              | 19                                                             | 27                                                             | 30                                                             | 24                                                             | 14                                                             | 9                                                              | 11                                                             | 181                                                            |
| Nevadas (cm)                                                   | 25                                                             | 27                                                             | 30                                                             | 34                                                             | 39                                                             | 38                                                             | 6                                                              | 0                                                              | 2                                                              | 12                                                             | 16                                                             | 21                                                             | 250                                                            |
| Días de lluvias (≥ 1 mm)                                       | 0                                                              | 0                                                              | 0                                                              | 0                                                              | 0.2                                                            | 4                                                              | 9                                                              | 8                                                              | 5                                                              | 0.4                                                            | 0                                                              | 0                                                              | 26.6                                                           |
| Días de nevadas (≥ 1 mm)                                       | 16                                                             | 14                                                             | 13                                                             | 14                                                             | 18                                                             | 14                                                             | 9                                                              | 10                                                             | 19                                                             | 21                                                             | 17                                                             | 15                                                             | 180                                                            |
| Humedad relativa (%)                                           | 82                                                             | 82                                                             | 82                                                             | 84                                                             | 87                                                             | 91                                                             | 94                                                             | 94                                                             | 92                                                             | 86                                                             | 84                                                             | 83                                                             | 86.8                                                           |
| Fuente: Погода и климат                                        |                                                                |                                                                |                                                                |                                                                |                                                                |                                                                |                                                                |                                                                |                                                                |                                                                |                                                                |                                                                |                                                                |

## Flora y fauna

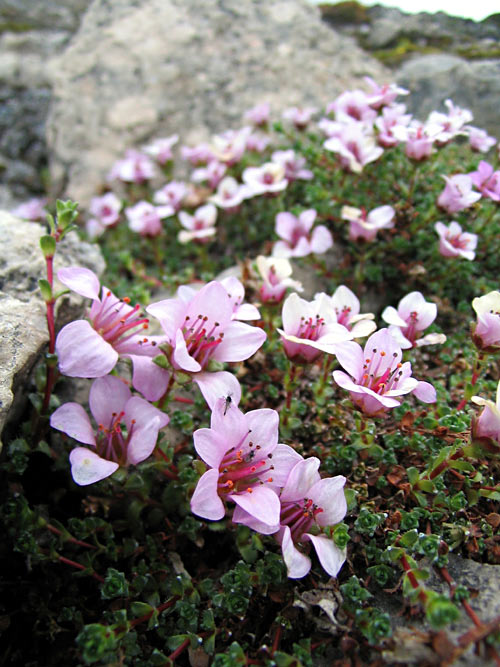
La Saxifraga púrpura (Saxifraga oppositifolia), una planta común en las altas latitudes del Ártico, también se da en la Tierra del Norte.

El archipiélago de la Tierra del Norte es un desierto polar con escasa vegetación y suelo permanentemente congelado de tipo permafrost am una profundidad de al menos 50 cm. Hay poquísimas plantas vasculares o traqueófitas, como Cerastium y Saxifraga. Entre las plantas no vasculares o criptógamas hay algunos tipos de musgos como Detrichum, Dicranum, Pogonatum, Sanionia, Bryum, Orthothecium y Tortura, así como los géneros de liquen Cetraria, Thamnolia, Cornicularia, Lecidea, Ochrolechia y Parmelia.

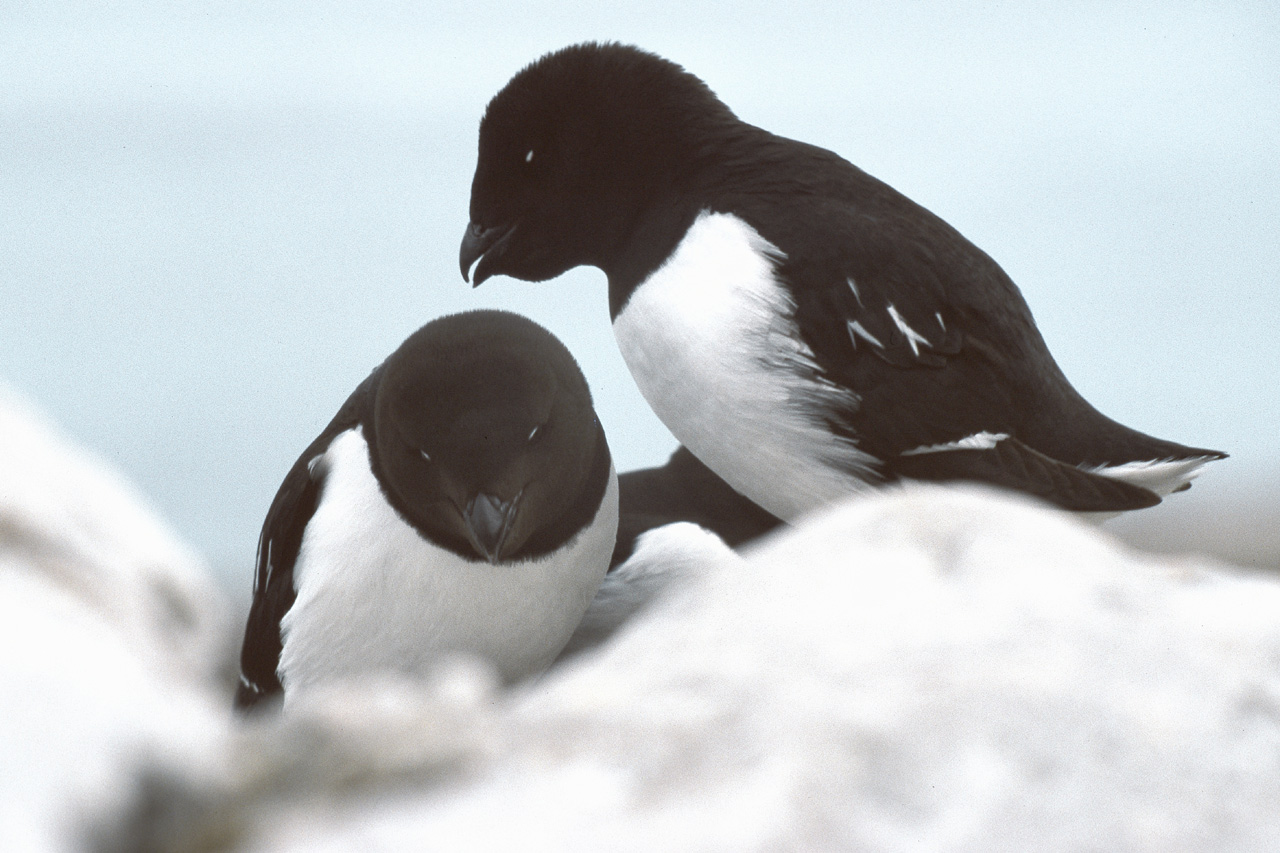
La Tierra del Norte es el punto más oriental en el anidamiento de la pequeña alca (Alle alle).

Gracias a una serie de observaciones llevada a cabo por De Korte, Vólkov, y Gavrilo, se sabe que hay treinta y dos especies de aves en la Tierra del Norte. De éstas solamente 17 se reproducen en las islas.
Ocho especies de aves están difundidas por todo el archipiélago. Entre éstas hay cinco especies de aves marinas gregarias: el mérgulo atlántico (Alle alle), la gaviota tridáctila (Rissa tridactyla), el Arao de alas blancas (Cepphus grylle), la gaviota marfil (Pagophila eburnea), y el gavión hiperbóreo (Larus hyperboreus), además de tres especies de aves de la tundra: el gorrión de las nieves (Plectrophenax nivalis), el correlimos púrpura (Calidris maritima), y el ganso de Brent (Branta bernicla).
El mamífero más común en la Tierra del Norte es el lemming de collar (Dicrostonyx torquatus), que está presente en todas las grandes islas, llegándose a registrar en algunos lugares una densidad de 500 individuos por km². El zorro ártico (Alopex lagopus) ha sido conocido en casi todas las islas, con varios centenares observados en la década de 1980. Otros mamíferos vistos de vez en cuando son el lobo (Canis lupus), el armiño (Mustela erminea), la liebre ártica (Lepus timidus) y el reno (Rangifer tarandus).

## Historia

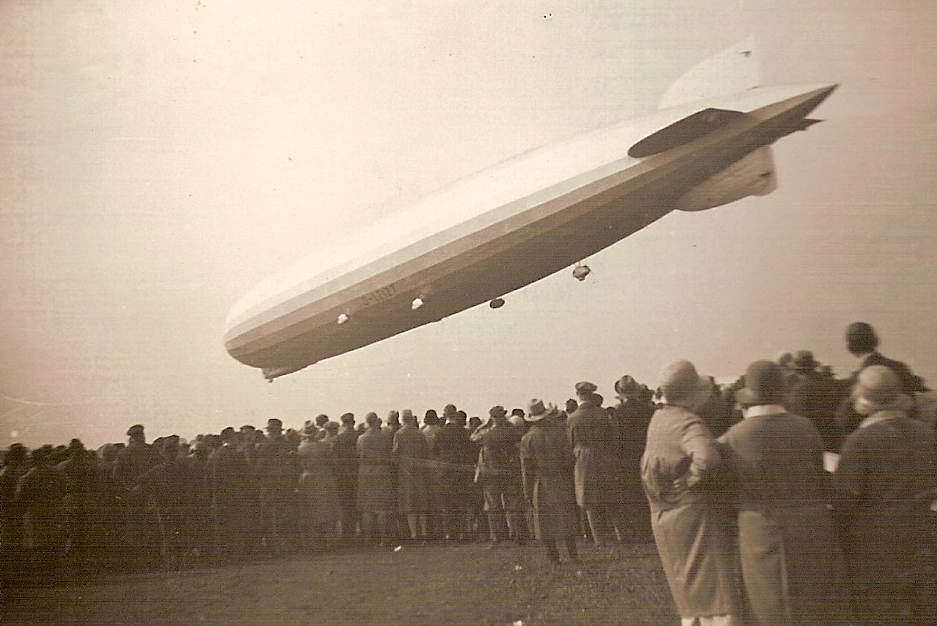
El Graf Zeppelin, que sobrevoló las islas en 1931. (Fotografía de un vuelo de 1930).

Aunque no está lejos de la costa siberiana, el archipiélago de la Tierra del Norte no fue formalmente conocido hasta el siglo XX, aunque algunos antiguos exploradores dieron noticia de la existencia de áreas de tierra en esa zona en general, destacando el informe de Matthias von Hedenström (, y Yákov Sánnikov en 1810 en sus exploraciones a las afueras de Nueva Siberia.
Emplazada entre las aguas bloqueadas por el hielo del océano Ártico, Tierra del Norte no fue descubierta oficialmente hasta la Expedición Hidrográfica al Océano Ártico (1913-15), una expedición científica dirigida por Borís Vilkitski con los rompehielos Taimyr y Vaigach, cuyo fin era explorar la Ruta del Mar del Norte. El 22 de agosto de 1913, (3 de septiembre en el Calendario Gregoriano), la expedición izó la bandera rusa en lo que creyó una simple isla y llamó «Tierra de Nicolás II», en honor al emperador de Rusia. Sin embargo, en 1926 el Presidium del Comité Ejecutivo Central de la URSS dio a las tierras descubiertas el nombre de Sévernaya Zemlyá, que en ruso significa Tierra del Norte.
El vuelo polar de 1931 del Graf Zeppelin determinó que había al menos dos islas. Más tarde, un estudio realizado por la expedición de Nikolái Urvántsev y Gueorgui Ushakov (1931-33) demostró que Tierra del Norte estaba aún más dividida e hicieron el primer mapa detallado del archipiélago. Las islas continuaron siendo estudiadas por un equipo de geólogos del NIIGA (el Instituto de Investigación Científica de Geología del Ártico) de San Petersburgo dirigidos por B. Kh. Egiazárov, en una campaña desde 1948 a 1954, que compiló un exhaustivo mapa geológico.
Se ha solicitado a la Asamblea Legislativa del Krai de Krasnoyarsk la reinstauración del antiguo nombre de Tierra del Norte como «Tierra del emperador Nicolás II». Esta petición ha sido rechazada por el momento.

## En la ficción
El descubrimiento de Tierra del Norte es el tema de la novela Los dos capitanes, de Veniamín Kaverin.
En la película de James Bond GoldenEye, una ficticia estación de control de satélites rusa se encuentra en Tierra del Norte. Sin embargo, en el juego GoldenEye 007, se representa en un área arbolada de la parte central de Rusia, de coordenadas 62,08º N, 108,59º E, a unos 2300 km de la actual región de Sévernaya.